# ダニエル・ディアス (競泳選手)
ダニエル・デ・ファリア・ディアス（Daniel de Faria Dias、1988年5月24日 - ）は、ブラジルのパラ競泳選手。パラリンピックには、2008年北京、2012年ロンドン、2016年リオデジャネイロ、2020年東京（2021年開催）の4大会連続で出場し、金メダル14個を含む合計27個のメダルを獲得している。

## 経歴
1988年5月24日午前3時30分にサンパウロ州カンピーナスで生まれる。生まれた時点で右肘から先と右膝から下がなく、左腕には指が1本のみとなっている。1991年3月には義肢を使用できるようにする手術を受け、3歳で義肢を装着し始める。
2004年、16歳のディアスは今後大学に進みエンジニアリングを専攻しようと考えていたが、同年開催のアテネパラリンピックに出場した自国のパラ競泳選手クロドアルド・シルバに触発されて水泳を始める。それからわずか2か月間の8回のレッスンで、ディアスはバタフライ、背泳ぎ、平泳ぎ、自由形の4泳法を習得、2年後の2006年に南アフリカ共和国のダーバンで行われた世界パラ水泳選手権大会では3個の金メダルと2個の銀メダルを獲得する。
2008年には北京パラリンピックに出場。2012年ロンドンパラリンピックの開会式ではブラジル選手団の旗手を務める。2016年リオデジャネイロパラリンピックでは、それまでオーストラリアのマシュー・カウドリーが保持していたパラ競泳におけるパラリンピック通算獲得メダル数23個の最多記録を更新し24個となった。
2021年初頭、東京パラリンピックの出場を最後に現役を引退すること、および、ローレウス世界スポーツアカデミーの正会員を務めることが発表された。また、同年9月4日には国際パラリンピック委員会の選手委員に選出されたことが発表された。

## 表彰歴
- 2009年、2010年、2011年、2013年、2016年 - Swimming World誌よりパラスイマー・オブ・ザ・イヤーに選出[4]。
- 2009年、2013年、2016年 - ローレウス世界スポーツ賞を受賞[4]。
- 2011年、2012年、2013年、2016年、2017年、2018年 - ブラジル・パラリンピック委員会（英語版）よりパラスイマー・オブ・ザ・イヤーに選出[4]。
- 2011年、2013年、2017年 - ブラジル・パラリンピック委員会よりパラリンピックアスリート・オブ・ザ・イヤーに選出[4]。
- 2016年 - GQ Brazil誌より男子アスリート・オブ・ザ・イヤーに選出[4]。